# Karl Borromaeus Maria Josef Heller
Karl Borromaeus Maria Josef Heller (21. března 1864, Rappoltenkirchen – 25. prosince 1945, Drážďany) byl rakouský entomolog specializovaný na řád Coleoptera.
Byl profesor a sekční vedoucí ve státním muzeu Staatliches Museum für Tierkunde Dresden, kde je jeho sbírka umístěna.